# Amphilius uranoscopus
Amphilius uranoscopus es una especie de pez de la familia Amphiliidae en el orden de los Siluriformes.

## Morfología
Los machos pueden llegar alcanzar los 19,5 cm de  longitud total.

## Hábitat
Vive en áreas de clima tropical entre 20 y 25 °C de temperatura.

## Distribución geográfica
Se encuentra en el África Oriental y  Central: desde el río Tana (Kenia) hasta el río Pongola (KwaZulu-Natal, Sudáfrica). También están presentes en los ríos Okavango y Zambeze.